# Polyalthia glabra
Polyalthia glabra är en kirimojaväxtart som först beskrevs av Joseph Dalton Hooker och Thomas Thomson och som fick sitt nu gällande namn av James Sinclair.
Polyalthia glabra ingår i släktet Polyalthia och familjen kirimojaväxter. IUCN kategoriserar arten globalt som akut hotad. Inga underarter finns listade i Catalogue of Life.